# ساگون-دونگ
ساگون-دونگ (به لاتین: Sageun-dong) یک منطقهٔ مسکونی در کره جنوبی است.